# 勒特朗布莱
勒特朗布莱（法語：Le Tremblay，法語發音：[lə tʁɑ̃blɛ] ⓘ）是法国曼恩-卢瓦尔省的一个旧市镇，属于瑟格雷区。2016年12月15日，勒特朗布莱和相邻的另外9个市镇合并为新市镇翁布雷当茹（Ombrée d'Anjou）。

## 地理
勒特朗布莱（47°40'40"N, 1°1'4"W）面积22.97 平方千米，位于法国卢瓦尔河地区大区曼恩-卢瓦尔省，该省份为法国西部内陆省份，大致对应安茹地区，北起顺时针与马耶讷省、萨尔特省、安德尔-卢瓦尔省、维埃纳省、德塞夫勒省、旺代省、大西洋卢瓦尔省和伊勒-维莱讷省接壤。
与勒特朗布莱接壤的市镇（或旧市镇、城区）包括：孔布雷、伊雷堡、沙兰拉波特里、卢瓦雷、诺埃莱、圣米歇尔和尚沃。
勒特朗布莱的时区为UTC+01:00、UTC+02:00（夏令时）。

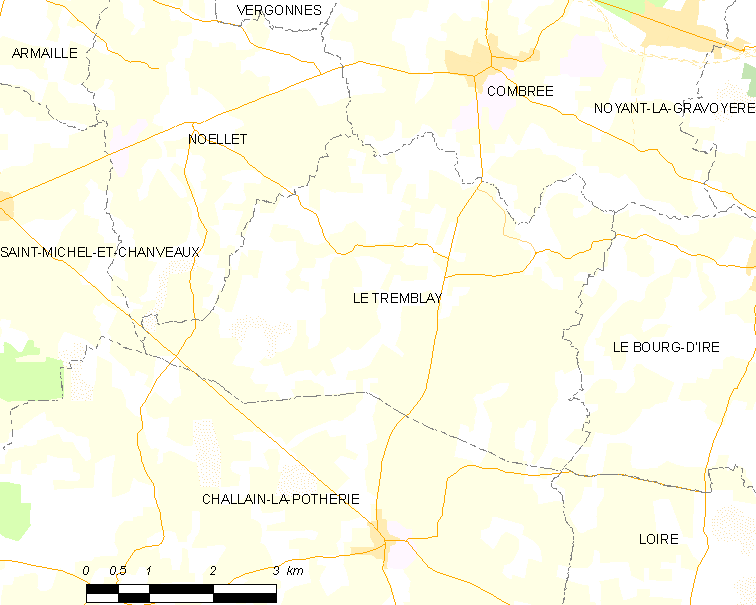
勒特朗布莱的OSM定位图

## 行政
勒特朗布莱的邮政编码为49520，INSEE市镇编码为49354。

## 政治
勒特朗布莱所属的省级选区为蓝色安茹地区瑟格雷县。

## 人口

1962-2008年间勒特朗布莱人口变化图示

勒特朗布莱于2018年1月1日时的人口数量为373人。